# Malamuk

Logo du FC Malamuk

Malamuk est un club de football groenlandais basé à Uummannaq et fondé en 1979.

## Palmarès
- Championnat :
  - 2004
  - troisième : 2001, 2005
- Championnat féminin : 
  - 1987, 1988, 1989